# Mirriam Cherop
Mirriam Cherop (* 25. Juni 1999) ist eine kenianische Leichtathletin, die sich auf den Mittelstreckenlauf spezialisiert hat.

## Sportliche Laufbahn
Erste internationale Erfahrungen sammelte Mirriam Cherop im Jahr 2018, als sie bei den U20-Weltmeisterschaften in Tampere in 4:10,73 min die Silbermedaille im 1500-Meter-Lauf gewann. Bei den Crosslauf-Weltmeisterschaften 2023 in Bathurst siegte sie in 23:14 min gemeinsam mit Emmanuel Wanyonyi, Kyumbe Munguti und Brenda Chebet in der Mixed-Staffel.

## Persönliche Bestzeiten
- 1500 Meter: 4:10,43 min, 19. Mai 2018 in Cambridge